# ストーン・ストリート (マンハッタン)

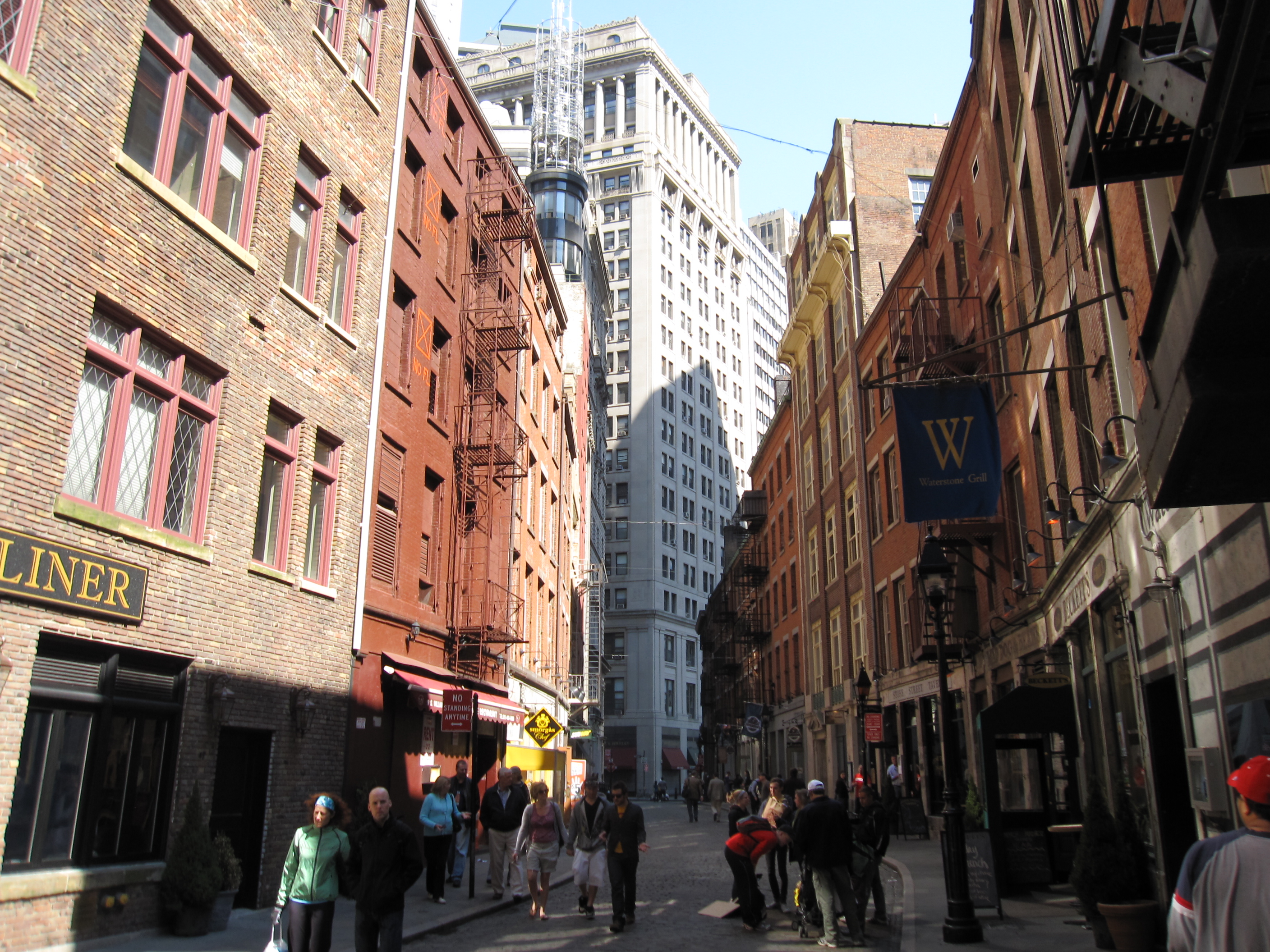
ストーン・ストリート歴史地区

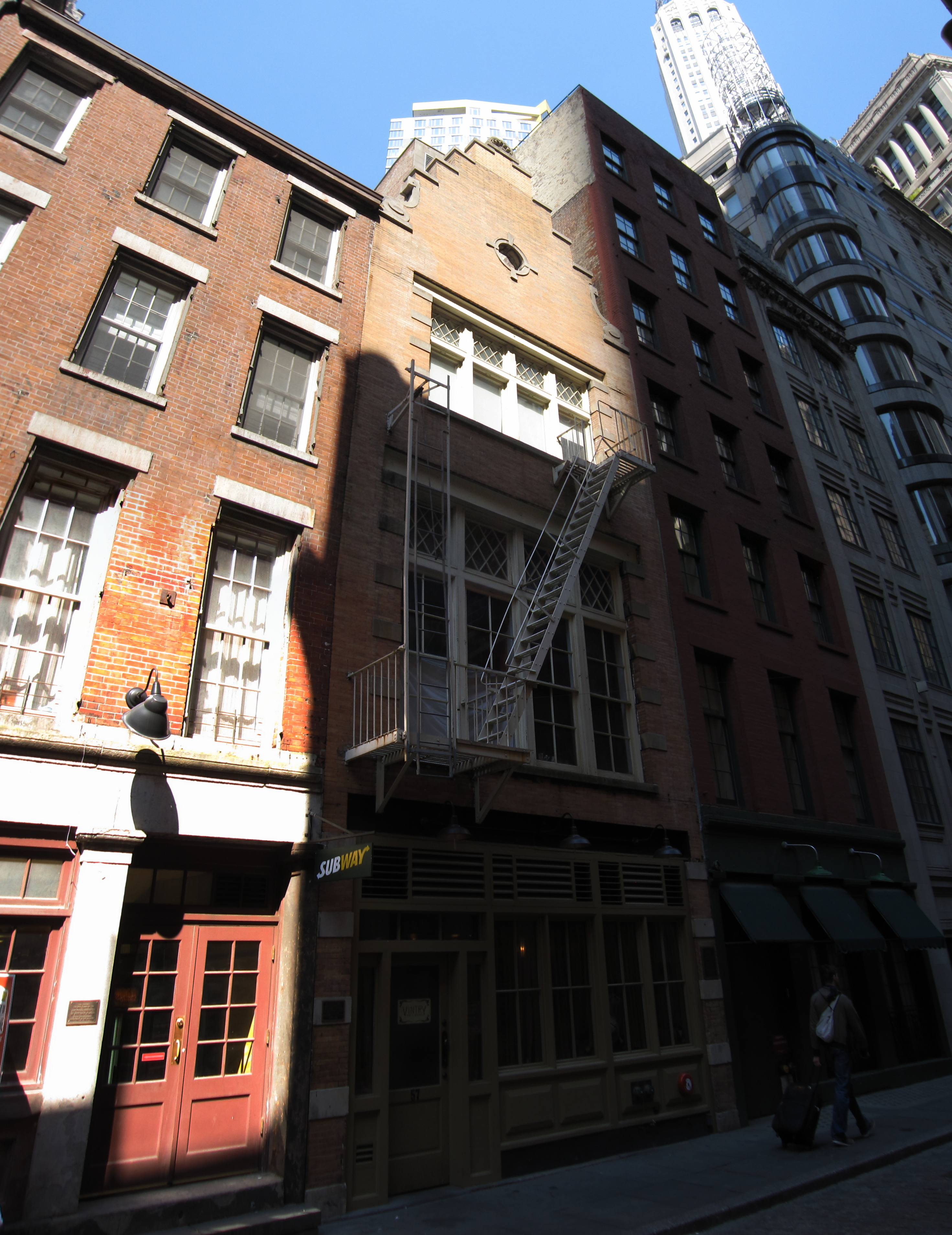
ストーン・ストリート 57。C. P. H. Gilbertによる1903年建設のNeo-Dutch colonial building。

ストーン・ストリート (Stone Street) はニューヨーク市マンハッタン区フィナンシャル・ディストリクトを走る通りである。この通りは本来はブロード・ストリート (en) からハノーバー・スクエア (en) までを走っていたが、1980年代に建てられたゴールドマン・サックスのビルによって、二区間に分断されている。現在、ストーン・ストリート、サウス・ウィリアム・ストリート (en)、パール・ストリート、そしてコエンティーズ・アレー (en) 沿いの一群の建物はストーン・ストリート歴史地区 (Stone Street Historic District) を構成している。

## 歴史
この通りは元々はブルワーズ・ストリート (Brewers Street) として知られていた。1660年当時は、オランダ語で"Brouwer Straet"と呼ばれていた。この通りは後に、石畳で舗装されるようになったことからストーン・ストリート（石通り）と呼ばれるようになった。この通り沿いの建物は、ニューアムステルダム時代の建物をほとんど焼き尽くした1835年のニューヨーク大火 (en) の後しばらくして建てられた。新しく建てられた建物には衣類販売業者や輸入業者の店舗や部屋が入っていた。18世紀中のほとんどの間、この通りはデューク・ストリート (Duke Street) と呼ばれていた。
ミッドタウンやアップタウンマンハッタンの開発が進むにつれ、この辺りは長らく廃れていたが、ニューヨーク市の歴史建造物保存委員会 (en) や他の組織、ダウンタウン・ニューヨーク連合 (Alliance for Downtown New York)、そしてストーン・ストリートのオーナーたちの間の協同パートナーシップによって、ダウンタウンの活気ある通りとして復活させるためのプロジェクトが進められた。建物、花崗岩の舗装、そしてブルーストーンの歩道は改修され、街灯やステージが設置され、建物にはレストランやカフェが入るようになった。
この通りの東側の区間はニューヨーク市歴史建造物保存委員会 (en) によって1996年からストーン・ストリート歴史地区 (Stone Street Historic District) として保存されている。このエリアは歩行者専用となっている。この歴史地区にはレストランやバーが並び、飲食客用のテーブルが道路には並べられ、天気のいい日は屋外で飲食をすることができる。このエリアは特に夏の夜は飲食客にとても人気が高い。
インディアン・ハウス歴史建造物はこの通りの終端のハノーバー・スクエア (en) に位置している。